# Angura kei
 (mars 2025).
Si vous disposez d'ouvrages ou d'articles de référence ou si vous connaissez des sites web de qualité traitant du thème abordé ici, merci de compléter l'article en donnant les références utiles à sa vérifiabilité et en les liant à la section « Notes et références ».
L'angura kei (アングラ系, littéralement « underground kei ») est un terme occidental désignant un mouvement musical japonais, né dans les années 1990. Il est considéré par certains comme un sous-genre du visual kei. Il aborde souvent des thèmes très sombres et/ou volontairement grotesques, et certains groupes se rapprochent d'une vision politique réactionnaire, en refusant par exemple l'occidentalisation du Japon.

## Style et origines
Le terme angura kei serait peu usité au Japon, mais se serait généralisé sur internet en occident pour désigner une catégorie de groupes de visual kei qui sont influencés par la contre-culture japonaise des années 1970, mais aussi par le punk et la new wave japonais des années 1980.
Les groupes d’angura kei se rejoignent vaguement sur le style vestimentaire. Les musiciens sont souvent pied-nus ou portent des geta ou des sandales old-school. Les hommes portent des costumes sombres, et très souvent des uniformes de lycéen japonais d'avant-guerre (pantalon noir, veste noire à col Mao, boutons apparents, casquette militaire). Pour les femmes, les kimonos sont de mise, de différentes époques du Japon. Pour les deux sexes, le maquillage est souvent un élément important du look, en général très appuyé et volontairement grotesque (dans le cas notamment de Guru guru Eigakan, Inugami Circus Dan par exemple). 
Dans l’angura on classe aussi les groupes qui arborent un style plus proche de l'enfance. On citera ainsi MUCC ou Kalimero (à cheval entre les deux tendances). 
Enfin, certains groupes ont un style qui se rapproche plus du visual kei (comme Merry) et se classifient dans l’angura surtout de par leurs paroles et leur style volontairement provocateur / second degré.

## Un dérivé: l’ero guro
L’ero guro vient de eroticism et grotesque. C'est à l'origine un terme des années 1930 qui désigne un style littéraire mélangeant le grotesque (au sens monstrueux du terme) et l'érotisme. C'est un genre plutôt nébuleux pratiqué par des groupes comme Cali≠gari ou MUCC (à leurs débuts). Il se caractérise par des chansons à textes sexuel et volontairement grotesque, effrayant : le second degré est de mise. On retrouve une certaine exubérance, dans les paroles ou sur scène. On donnera l'exemple de certains lives de Cali≠gari où une drag queen (amie du leader Ao) venait sur scène à moitié dénudée, et à qui Ao mimait une fellation.

## Groupes
- MUCC
- Inugami Circus Dan
- cali≠gari
- La vie en rose
- Ningen Isu
- Kagrra